# Jemníky
Jemníky település Csehországban, a Kladnói járásban. Jemníky Knovíz, Třebichovice, Slaný és Pchery településekkel határos. Lakosainak száma 285 fő (2024. január 1.).

## Népesség
A település lakosságának változását az alábbi diagram mutatja:
| Lakosok száma | 312  | 458  | 429  | 368  | 283  | 194  | 277  | 284  | 271  | 285  |
|               | 1869 | 1890 | 1921 | 1950 | 1980 | 2001 | 2017 | 2019 | 2022 | 2024 |